# 2-й избирательный округ штата Айдахо
2-й избирательный округ штата Айдахо — это избирательный округ Палаты представителей США, расположенный в Айдахо, который на данный момент представляет республиканец Майк Симпсон. 

## Недавние результаты выборов

### Выборы президента
| Год  | Выборы    | Результат                       |
| ---- | --------- | ------------------------------- |
| 2000 | Президент | Джордж Уокер Буш (Р) 67% - 28%  |
| 2004 | Президент | Джордж Уокер Буш (Р) 69% - 30%  |
| 2008 | Президент | Джон Маккейн (Р) 60.5% - 37.1%  |
| 2012 | Президент | Митт Ромни (Р) 64.1% - 33.1%    |
| 2016 | Президент | Дональд Трамп (Р) 54.5% - 29.8% |
| 2020 | Президент | Дональд Трамп (Р) 60.1% - 36.6% |

### Региональные выборы
| Год  | Выборы               | Результат                         |
| ---- | -------------------- | --------------------------------- |
| 2016 | Сенатор              | Майк Крэйпо (Р) 63.1% - 30.4%     |
| 2018 | Губернатор           | Брэд Литтл (Р) 55.6% - 42%        |
| 2018 | Вице-губернатор      | Дженис Макгичин (Р) 55.1% - 44.9% |
| 2016 | Генеральный прокурор | Лоуренс Васден (Р) 61.7% - 38.3%  |
| 2020 | Сенатор              | Джим Риш (Р) 58.7% - 36.9%        |

## Список представителей округа
| Представитель                           | Партия          | Года                          | Конгресс                                                                      | Электоральная история |
| --------------------------------------- | --------------- | ----------------------------- | ----------------------------------------------------------------------------- | --- |
| Округ был сформирован 4 марта 1919 года |                 |                               |                                                                               | |
| Эддисон Смит (Туин-Фолс)                | Республиканская | 4 марта 1919 — 3 марта 1933   | 66-й 67-й 68-й 69-й 70-й 71-й 72-й                                            | Был переведен из многомандатного округа и переизбран в 1918. Также был переизбран в 1920, 1922, 1924, 1926, 1928 и 1930 годах. Проиграл в 1932 году. |
| Томас Коффин (Покателло)                | Демократическая | 4 марта 1933 — 8 июня 1934    | 73-й                                                                          | Был избран в 1932 году. Умер. |
| Свободное место                         | Свободное место | 6 июня 1934 — 3 января 1935   | 73-й                                                                          | |
| Уорт Кларк (Покателло)                  | Демократическая | 3 января 1935 — 3 января 1939 | 74-й 75-й                                                                     | Был избран в 1934 году. Был переизбран в 1936 году. Ушел в отставку, чтобы участвовать в выборах на пост сенатора США.                               |
| Генри Дворшак (Берли)                   | Республиканская | 3 января 1939 — 5 ноября 1946 | 76-й 77-й 78-й 79-й                                                           | Был избран в 1938 году. Был переизбран в 1940, 1942 и 1944 годах. Ушел в отставку, когда был назначен сенатором США.                                 |
| Свободное место                         | Свободное место | 5 ноября 1946 — 3 января 1947 | 79-й                                                                          | |
| Джон Сэнборн (Хагерман)                 | Республиканская | 3 января 1947 — 3 января 1951 | 80-й 81-й                                                                     | Был избран в 1946 году. Был переизбран в 1948 году. Ушел в отставку, когда был назначен сенатором США.                                               |
| Хамер Бадж (Бойсе)                      | Демократическая | 3 января 1951 — 3 января 1961 | 82-й 83-й 84-й 85-й 86-й                                                      | Был избран в 1950 году. Также был переизбран в 1952, 1954, 1956 и 1958 годах. Проиграл в 1960 году.                                                  |
| Ральф Хардинг (Покателло)               | Демократическая | 3 января 1961 — 3 января 1965 | 87-й 88-й                                                                     | Был избран в 1960 году. Также был переизбран в 1962 году. Проиграл в 1964 году.                                                                      |
| Джордж Хансен (Покателло)               | Республиканская | 3 января 1965 — 3 января 1969 | 89-й 90-й                                                                     | Был избран в 1964 году. Также был переизбран в 1966 году. Ушел в отставку, чтобы участвовать в выборах на пост сенатора США.                         |
| Орвал Хансен (Айдахо-Фолс)              | Республиканская | 3 января 1969 — 3 января 1975 | 91-й 92-й 93-й                                                                | Был избран в 1968 году. Также был переизбран в 1970 и 1972 годах. Проиграл в 1974 году.                                                              |
| Джордж Хансен (Покателло)               | Республиканская | 3 января 1975 — 3 января 1985 | 94-й 95-й 96-й 97-й 98-й                                                      | Был избран в 1974 году. Также был переизбран в 1976, 1978, 1980 и 1982 годах. Проиграл в 1984 году.                                                  |
| Ричард Сталлингс (Рексберг)             | Демократическая | 3 января 1985 — 3 января 1993 | 98-й 100-й 101-й 102-й                                                        | Был избран в 1984 году. Также был переизбран в 1986, 1988 и 1990 годах. Ушел в отставку, чтобы участвовать в выборах на пост сенатора США.           |
| Майк Крэйпо (Айдахо-Фолс)               | Республиканская | 3 января 1993 — 3 января 1999 | 103-й 104-й 105-й                                                             | Был избран в 1992 году. Также был переизбран в 1994 и 1996 годах. Ушел в отставку, чтобы участвовать в выборах на пост сенатора США.                 |
| Майк Симпсон (Айдахо-Фолс)              | Республиканская | 3 января 1999 — н.в.          | 106-й 107-й 108-й 109-й 110-й 111-й 112-й 113-й 114-й 115-й 116-й 117-й 118-й | Был избран в 1998 году. Также был переизбран в 2000, 2002, 2004, 2006, 2008, 2010, 2012, 2014, 2016, 2018, 2020 и 2022 годах.                        |

## Исторические местоположения округов

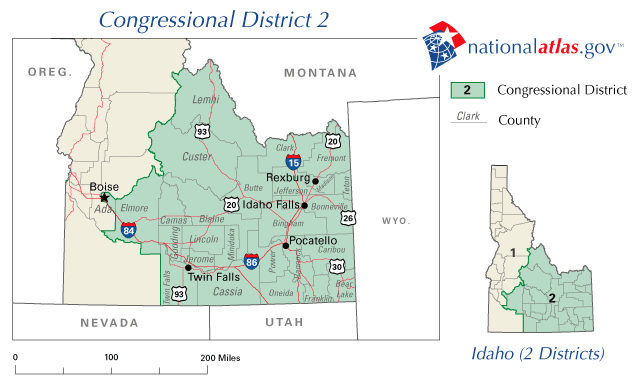
Округа с 2003 по 2013 год
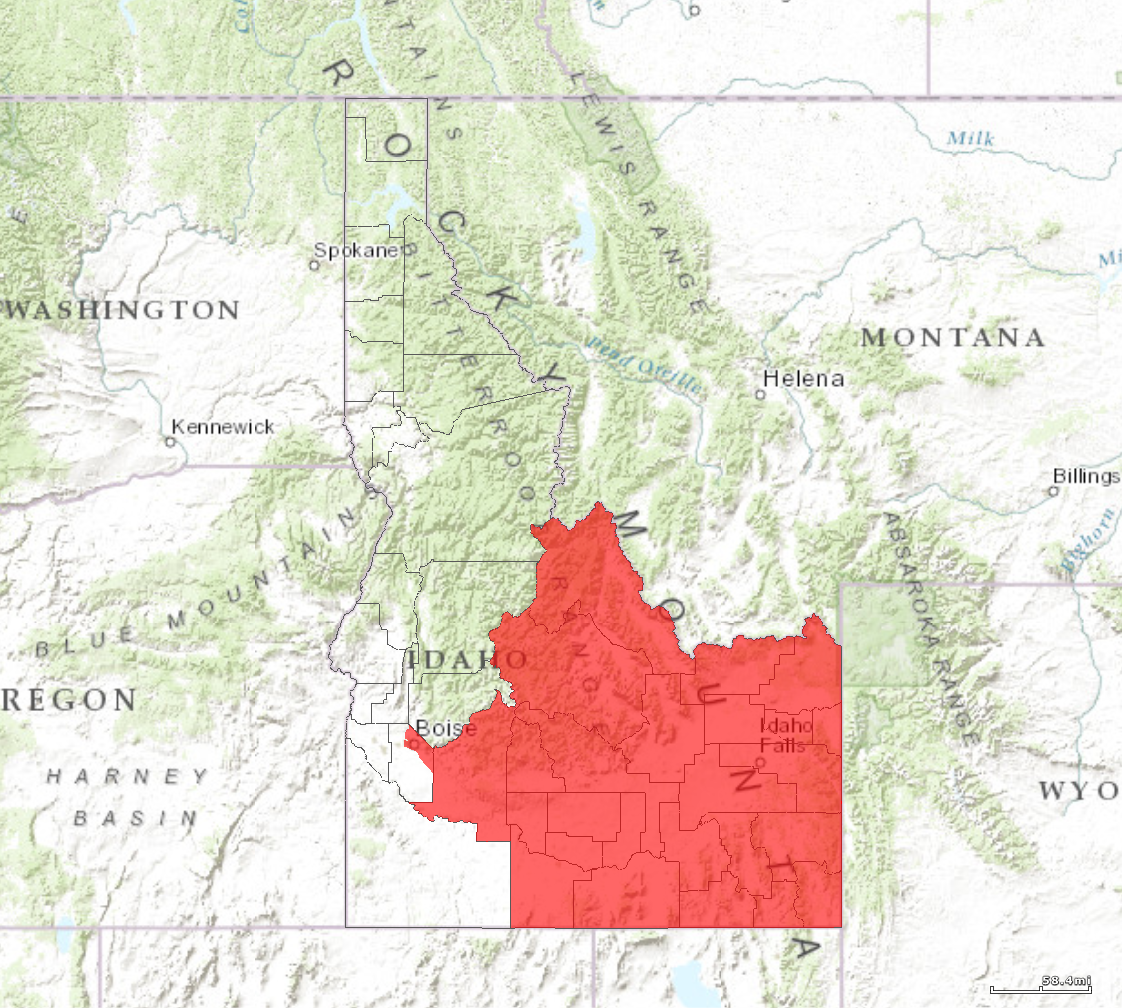
Округа с 2013 по 2023 год